# Žrebiček (ozvezdje)
Žrebiček (latinsko Equuleus) je ozvezdje severne nebesne poloble in drugo najmanjše od 88 sodobnih ozvezdij, ki jih je priznala Mednarodna astronomska zveza. Manjše je edino Južni križ. Bilo je tudi eno od Ptolemejevih 48 ozvezdij.

## Znana nebesna telesa v ozvezdju

### Zvezde
- Kitalfa (α Equ) [Kitalfar], spektroskopsko dvozvezdje, spektralni razred G0 III+, navidezni sij 3,92m, oddaljenost od Sonca 186 sv. l.
- β Equ, večkratna zvezda, spektralni razred A3 V, navidezni sij 5,16m, oddaljenost 360 sv. l.
- γ Equ, dvozvezdje, spremenljivka
- Ferasauval (δ Equ) [Ferauval, Feras al Auval], spektroskopsko dvozvezdje, spektralna razreda komponent F5 V in G 0, skupni navidezni sij 4,47m, oddaljenost 60,3 sv. l.
- ε Equ, spektroskopsko dvozvezdje.
- λ Equ, dvozvezdje.

Koordinati:  21h 00m 00s, +10° 00′ 00″